# Umm Sulaim bint Milhān
Umm Sulaim bint Milhān (arabisch ام سليم بنت ملحان, DMG Umm Sulaim bint Milḥān) (gest. ca. 650) war eine Gefährtin des Propheten Mohammed aus dem arabischen Stamm Chazradsch in Yathrib, die in einem besonderen Näheverhältnis zum Propheten stand und für ihre Unterstützung der muslimischen Kämpfer im Dschihad gerühmt wird. Umm Sulaim war lediglich ihre Kunya, ihr eigentlicher Name (ism) war dagegen unsicher. Muhammad ibn Saʿd gibt als ihren Namen Ghumaisā' an, kennt jedoch auch die Namensformen Rumaisā', Rumaitha, Rumaila, Sahla und Anīfa. 

## Ehen und Kinder
Durch ihren ersten Ehemann Mālik ibn an-Nadr war Umm Sulaim die Mutter der Prophetengefährten Anas ibn Mālik und Barā' ibn Mālik. Nach verschiedenen Berichten, die Muhammad ibn Saʿd anführt, nahm Umm Sulaim noch während der Ehe mit Mālik den Islam an, was von ihrem Mann missbilligt wurde, insbesondere weil sie auch ihre Söhne auf diesen neuen Glauben hin ausrichtete. 
Nachdem Mālik wenige Zeit später im Kampf getötet wurde, warb ein anderer Mann um sie, Abū Talha, der wie sie zum Naddschār-Clan der Chazradsch gehörte, allerdings ebenfalls noch dem altarabischen Götzendienst anhing. Sie erklärte ihm, dass sie nur bereit wäre, ihn zu heiraten, wenn er wie sie das Prophetentum Mohammeds anerkenne. Er stimmte dieser Bedingung zu und trat zum Islam über, wobei sie dies als seine Brautgabe (mahr) akzeptierte. Umm Sulaim gebar ihm zwei weitere Söhne, ʿAbdallāh und Ibn ʿUmair.

## Verhältnis zum Propheten
Die Berichte, die Muhammad ibn Saʿd überliefert, zeigen Umm Sulaim in einem besonderen Näheverhältnis zum Propheten. Er soll sie mehrfach besucht, in ihrem Haus gebetet und manchmal hier auch seinen Mittagsschlaf gehalten haben. ʿAmr ibn Aiyūb, ein Schüler von Muhammad ibn Sīrīn, nahm sogar für sich in Anspruch, in Besitz eines speziellen Balsams (sukk) zu sein, den Umm Sulaim bei einem der Mittagsschlafbesuche des Propheten aus seinem Schweiß gewonnen hatte. Ein anderer Bericht zeigt Mohammed entrüstet darüber, dass sie ihn nicht zur Wallfahrt begleitete. Umm Sulaims Sohn Anas arbeitete als Diener im Haushalt Mohammeds. Nach einem Bericht, den Abū Dāwūd as-Sidschistānī anführt, soll Umm Sulaim sich geweigert haben, eine Haarsträhne ihres Sohns abzuschneiden, die der Prophet mit seiner Hand berührt hatte. Nach einer Erzählung, die Muslim ibn al-Haddschādsch unter Berufung auf Anas überliefert, vermehrte sich eine Süßspeise, die Umm Sulaim dem Propheten zu einer Hochzeit schickte, auf wunderhafte Weise, so dass etwa 300 Männer davon essen konnten.
Bei der Schlacht von Uhud soll Umm Sulaim die Durstigen getränkt und die Verwundeten verarztet haben. Auch bei der Schlacht von Hunain im Jahre 630 soll sie – in schwangerem Zustand – zugegen gewesen sein, wobei sie einen Dolch dabei hatte, den sie zu ihrer Verteidigung vor ihren Körper hielt. In zahlreichen Hadithen erscheint Umm Sulaim als Übermittlerin von Belehrungen des Propheten über die rituellen Vorschriften, insbesondere das rituelle Gebet. In einer modernen arabischen Abhandlung aus Syrien wird sie aufgrund dieser Berichte als Vorbild für weiblichen Einsatz in Dschihad und Daʿwa angepriesen.